# Hôpital Jacques-Puel
L'hôpital Jacques-Puel appartenant au Groupe hospitalier de Rodez développe son activité sur le territoire de santé du centre et nord Aveyron. Vocation à être le pôle hospitalier d'excellence au Nord de Toulouse, l'infrastructure réunit 440 lits et places sur 55 000 mètres carrés et assure des soins dans les spécialités de médecine, chirurgie, gynécologie-obstétrique, néonatologie et réanimation néonatale, oncologie, ainsi que la réanimation adulte, la pédiatrie, des soins continus en neurovasculaire et des soins intensifs en cardiologie. Il dispose d'un plateau technique ultra-performant en imagerie médicale, radiothérapie, médecine nucléaire et possède plusieurs laboratoires et dix salles d'interventions chirurgicales. Deuxième employeur du Grand Rodez, l'hôpital regroupait 1 500 employés en 2011.
L'hôpital Jacques-Puel est le siège du SAMU 12 et dispose d'un SMUR avec un héliport permettant de recevoir les urgences par voie aérienne. Le centre du SAMU 12 effectue plus de 20 000 sorties par an. De plus, cet établissement travaille en étroite collaboration avec plusieurs CHU du Sud de la France et dont notamment les CHU de Rangueil et Purpan à Toulouse, par le biais très souvent, de la télémédecine.

## Histoire
L’hôpital est inauguré le 13 décembre 2008. Il porte le nom de Jacques Puel, cardiologue d’origine ruthénoise, internationalement reconnu pour ses qualités professionnelles qui fut le premier médecin à implanter, en 1986, un stent sur un homme.

## Infrastructure
L'hôpital Jacques-Puel réunit en un seul et unique bâtiment de 55 000 mètres carrés l'ensemble des services de soins ainsi que des bureaux administratifs. Disposant de 500 places de stationnement, au pied du centre hospitalier, l'hôpital est relié par le réseau Agglobus de l'agglomération du Grand Rodez. Au-delà des services médicochirurgicaux, l'hôpital propose un point d'accueil, une librairie, un espace de restauration situé dans le hall principal ainsi que d'espaces verts à l'arrière de l'hôpital. Également de nombreuses expositions temporaires sont proposées tout comme la présence d'un espace pour les cultes. Pour le personnel et les étudiants une grande bibliothèque médicale, une salle de congrès et un restaurant sont à disposition. La surveillance de l'hôpital est assuré 24 heures sur 24.

## Spécialités
- neurologie, neuropsychiatrie, unité de surveillance neurovasculaire
- cardiologie, unité de soins intensifs en cardiologie
- clinique médicale en angiologie
- endocrinologie, clinique médicale en diabétologie
- néphrologie, hémodialyse
- maladies infectieuses et tropicales
- centre d'explorations fonctionnelles neurologiques, digestives, cardiologiques, vasculaires, respiratoires et urologiques
- centre de cicatrisations
- oncologie médicale, oncologie-hématologie
- soins palliatifs, équipe mobile de soins palliatifs
- médecine interne
- pneumologie, allergologie, tabacologie, alcoologie
- rhumatologie
- médecine physique et de réadaptation
- gynécologie, obstétrique, médecine fœtale
- orthogénie
- néonatalogie
- maternité
- pédiatrie générale
- psychiatrie de l'enfant
- unité de soins de longue durée
- gériatrie générale
- équipe mobile de gériatrie
- unité de gériatrie aigüe
- service d'accueil des urgences pour adultes
- service d'accueil des urgences pédiatriques
- unité d'hospitalisation de courte durée
- réanimation médicochirurgicale
- UCSA-SAMU-SMUR Aveyron, héliport.
- médecine d'urgence, médecine de catastrophe
- imagerie médicale
- anatomocytopathologie
- laboratoire d'analyses de biologie médicale
- oncologie-radiothérapie
- médecine nucléaire
- anesthésie
- chirurgie ambulatoire
- chirurgie générale
- chirurgie viscérale, digestive et cancérologique
- chirurgie gynécologique
- chirurgie vasculaire
- chirurgie urologique
- chirurgie hépato-gastro-entérologique
- chirurgie plastique, chirurgie maxillo-faciale, stomatologie
- chirurgie ophtalmologique
- chirurgie otorhinolaryngologique et cervicofaciale
- coordination des dons d'organes
- chirurgie orthopédique et traumatologique, chirurgie de la main

## Équipements lourds
| Étage | Équipement | Nombre                                                          |
| ----- | --- | --------------------------------------------------------------- |
| -1    | Salles d'interventions chirurgicales | 9 salles                                                        |
| -1    | Salles d'interventions chirurgicales équipée de la Téléchirurgie à distance | 1 salle                                                         |
| -1    | Surveillance post-interventionnelle | 2 salles                                                        |
| -1    | Postes de réveil | 10 postes                                                       |
| -1    | Site anesthésique | 3 sites                                                         |
| -1    | Salles d'accouchement | 4 salles                                                        |
| -1    | Cardiologie | 1 table corono-angioplastie                                     |
| 0     | - gamma caméras (caméras à scintillons) - appareils de radiologie numérisées - appareil de radiologie vasculaire - appareil de radiologie non-numérisée - IRM de Haut Champ (1,5 tesla) - scanner multicoupes (de 40 barrettes) - appareil d'angioplastie numérisée - coronarographe - PET-scan - accélérateurs de particules - scanner pour la simulation - hémodynamique et électrophysiologie avec amplificateur de luminance - salles télécommandées dont une numérisée - salle d'angiographie numérisée - mammographe avec stéréotaxie - échographe doppler-couleur | - 2 - 3 - 1 - 1 - 1 - 1 - 1 - 1 - 1 - 2 - 1 - 1 - 1 - 1 - 1 - 1 |

## Lits et places
| Service     | Lits |
| ----------- | ---- |
| Médecine    | 295  |
| Chirurgie   | 71   |
| Maternité   | 40   |
| Psychiatrie | 33   |
| Total       | 439  |

## Activité
Principales références de l'activité de 2011,:
- nombre de journées court séjour : 132 583 journées (8 163 en hémodialyse, 15 516 en radiothérapie et 7 000 chimiothérapies).
- soins de suite et de réadaptation : 12 511 journées
- hébergement personnes âgées : 93 521 journées
- psychiatrie infantojuvénile : 1 332 journées
- consultations externes (dont urgences) : 134 642 consultations
- accueil des urgences : 26 696 passages
- scanners : 9 273 passages
- IRM : 3 415 passages
- nombre d'interventions dans l'ensemble des blocs opératoires : 4 580 interventions
- nombre d'actes d'anesthésies : 4 990 actes
- angiologies : 432 explorations
- coronarographies : 929 explorations
- rythmologie interventionnelle : 440 explorations
- accouchements : 1286 accouchements
- nombre de naissances : 1 302 (80 % de péridurales, 20 % de césariennes)
- urgences : sorties terrestres : 1 626 sorties
- urgences : sorties aériennes : 548 vols

## Formations et études universitaires
L'hôpital est rattaché à un Institut universitaire de formation en soins infirmiers qui, après l'obtention d'un concours d'entrée et de trois années d'études universitaires aboutie à la profession d'Infirmier. Dans ces mêmes locaux, il est possible d'y suivre une formation d'aide soignant qui, après concours et huit mois de formation, permet d'aboutir à cette profession ou encore d'un cursus afin de devenir auxiliaire de puériculture. 
Les étudiants en kinésithérapie dispose également d'un Institut de formation des masseurs-kinésithérapeutes, formation qui peut s'intégrer après succès du concours à l'issue de la première année commune d'études médicales.

## Personnel médical reconnu
- Professeur Jacques Puel, pionnier en cardio-chirurgie, premier chirurgien mondial à implanter une endoprothèse coronarienne.
- Docteur Raymond Bonnefous, chirurgien, ancien maire de Rodez, ancien député et sénateur.